# Atarba (Atarbodes) minuticornis
Atarba (Atarbodes) minuticornis is een tweevleugelige uit de familie steltmuggen (Limoniidae). De soort komt voor in het Palearctisch gebied.